# Символен тип
Символният тип е тип данни, представляващ единичен символ. В езикът C, този тип данни се декларира чрез ключовата дума char. Най-малката стойност, която може да приеме типът char е 0, а най-голямата – 65 535. Типът char може да побере максимум един символ, като последния може да бъде буква или друг символ ограден в апострофи.
Пример в езика C#:
```
 
char
 
symbol1
 
=
 
'a'
 
//дефиниране на променлива от тип char, имаща стойност 'a'

 
char
 
symbol2
 
=
 
'\
u00A9
'
 
//символът ©, зададен чрез неговия уникод

```